# Ligue régionale Auvergne-Rhône-Alpes de rugby
La Ligue régionale Auvergne-Rhône-Alpes de rugby est un organe fédéral dépendant de la Fédération française de rugby créé en 2017 et chargé d'organiser les compétitions de rugby à XV et à sept au niveau de la région Auvergne-Rhône-Alpes.

## Histoire
Conséquence de la réforme territoriale des régions, le ministère de la Jeunesse et des Sports impose à la FFR de calquer son organisation territoriale sur celle des nouvelles régions. C'est ainsi que naît la Ligue d'Auvergne-Rhône-Alpes issue de la fusion des comités Alpes, Auvergne, du Lyonnais et Drôme-Ardèche.
| - Carte des comités territoriaux jusqu'en 2017. - Carte des ligues régionales depuis 2018. |

Les ligues sont créées début octobre et reprennent les missions des comités territoriaux au 1er juillet 2018. Les statuts de la Ligue sont signés le 16 octobre 2017 à Marcoussis par Laurent Gabbanini et Jean-Claude Borel-Garin, désignés membres fondateurs de la ligue par la FFR.
Déjà membre du comité du Lyonnais depuis 2014, le club suisse du Servette Rugby Club de Genève intègre également la ligue régionale.

## Structures de la ligue

### Identité visuelle

Logo de la ligue d'octobre 2018 à juin 2019
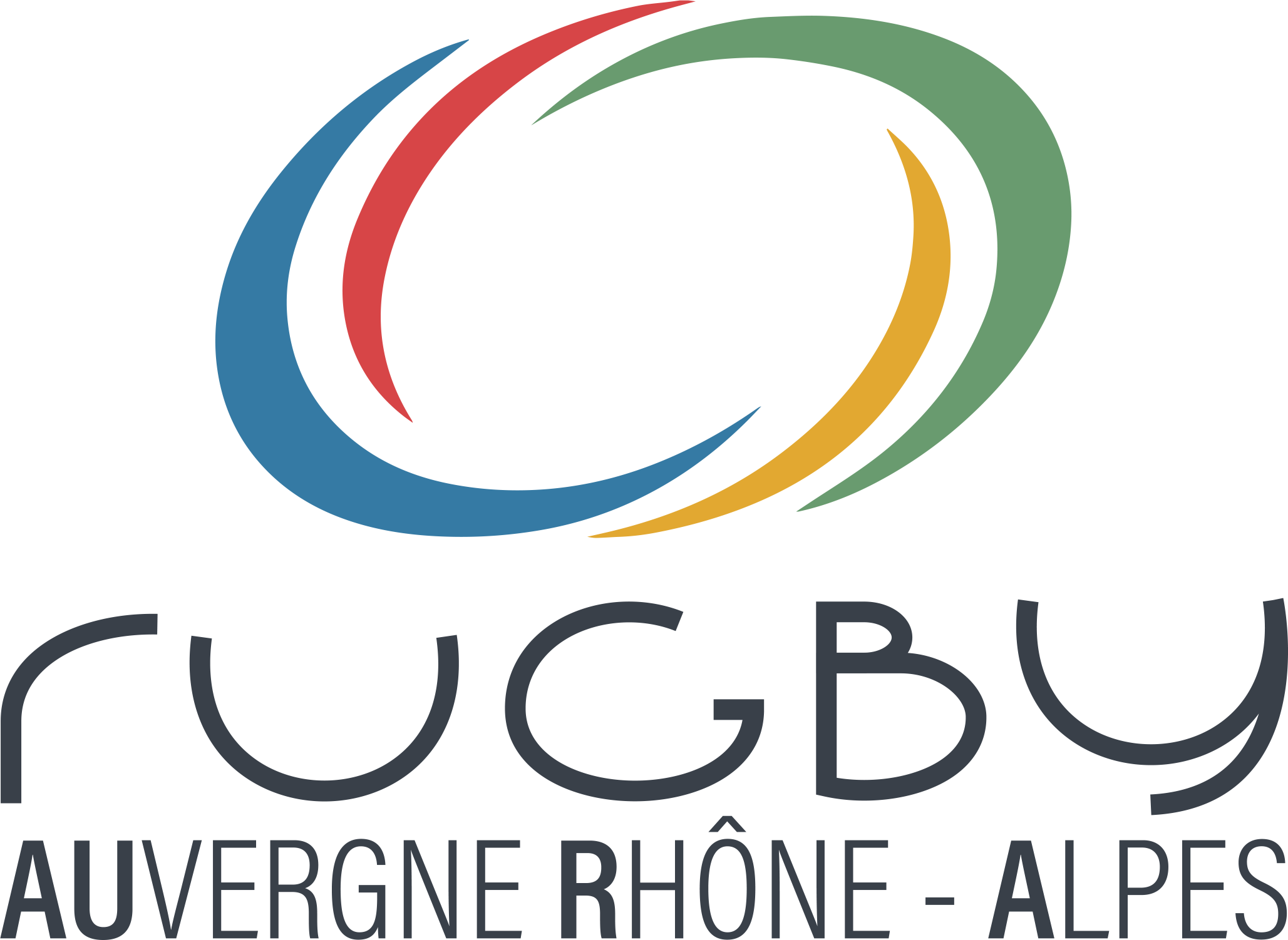
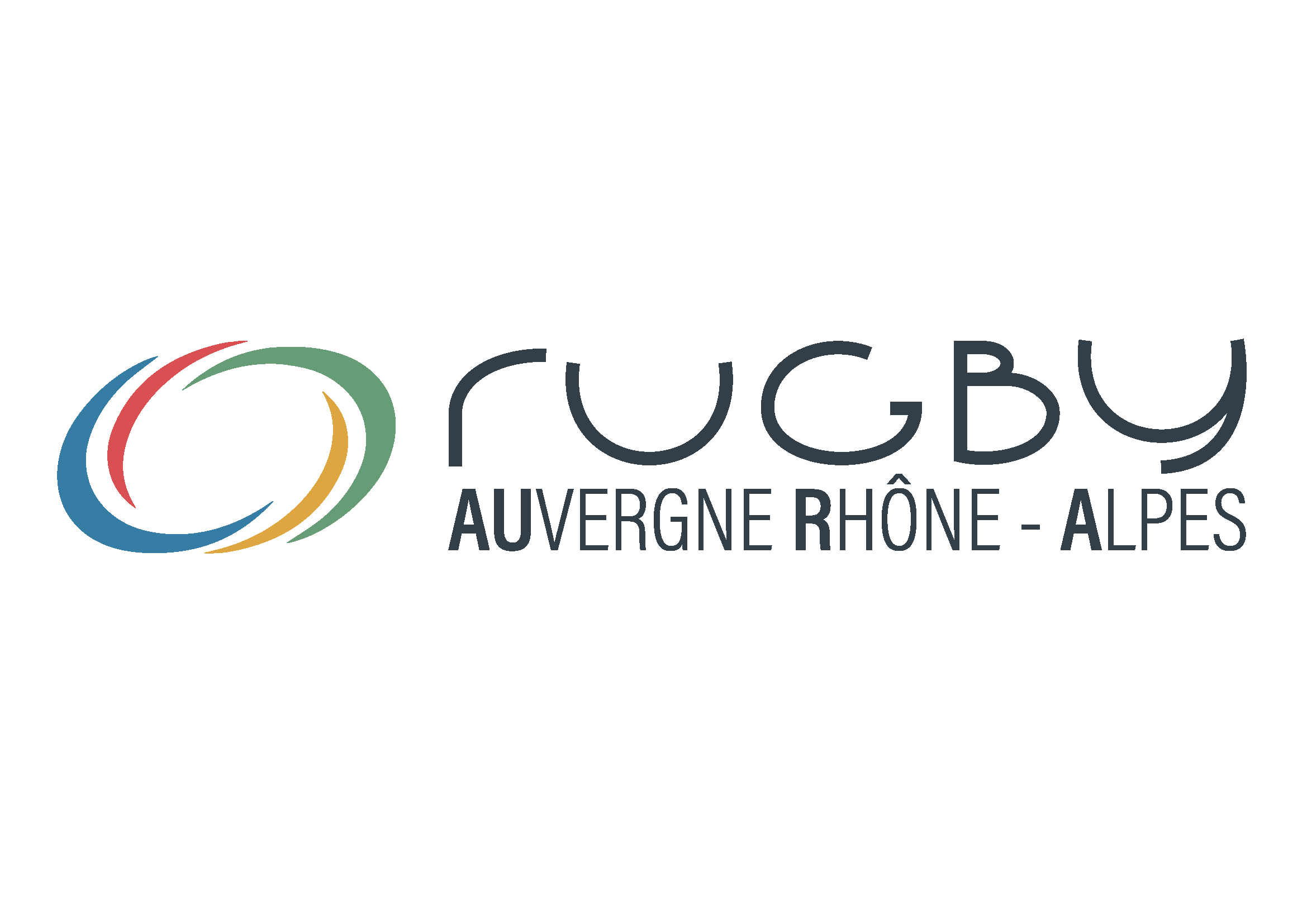

### Liste des présidents
- 9 décembre 2017 - 7 novembre 2020 : Patrick Celma
- Depuis le 7 novembre 2020 : Thierry Tonnelier

### Élections du comité directeur
Le premier comité directeur de 40 personnes est élu le 9 décembre 2017. Patrick Celma, président de l’association du LOU, et Robert Natali, ancien président du Comité de Franche-Comté et vice-président de la FFR, sont candidats à la présidence de la ligue. La liste de Patrick Celma est soutenue par Bernard Laporte, président de la Fédération française de rugby.
Daniel Falqué, ancien vice-président de la FFR et Jean-Claude Peyrin, ancien président de la commission médicale de la FFR, sont membres de la liste Natali tandis que Julien Bonnaire est dans la liste Celma.
Après le premier vote électronique décentralisé de l’histoire du rugby français, la liste menée par Patrick Celma obtient 87,19 % des voix, soit 38 sièges, contre 12,81 % des voix pour Robert Natali (2 sièges). Patrick Celma devient ainsi le premier président de la ligue.
Le comité directeur est renouvelé le 7 novembre 2020, un mois après le renouvellement de celui de la FFR. En juillet 2020, Thierry Tonnelier, président du comité départemental de Haute-Savoie, est le premier candidat à la présidence de la ligue. Il est également membre de la liste de Florian Grill en 36e position lors des élections fédérales. Patrick Celma n'est pas candidat à sa propre succession. Le trésorier général de la ligue et ancien président de l'US Meyzieu (2010-2014 et 2017-2020), Philippe Charousset, est candidat. Manoël Dall'igna, international français de rugby à sept, est notamment membre de sa liste. À l'issue du scrutin, la liste de Thierry Tonnelier remporte l'élection avec 51,62 % des voix contre 48,38 % pour celle de de Philippe Charousset. Le docteur Jean-Claude Peyrin, ancien président de la commission médicale de la FFR, est également élu au sein du comité directeur.
En 2024, Thierry Tonnelier est candidat à sa réélection. Julien Melin, coprésident du Rugby club des Hauts Plateaux, à Tence en Haute-Loire, est candidat face à lui. Il est notamment accompagné de Annick Hayraud, en deuxième position sur la liste qu'il présente. La liste Ovale Ensemble mené par le président sortant l'emporte avec 74,40 % des suffrages exprimés.

### Dirigeants
Directeur général
- 2017-2023 : Gilles Cassagne
- Depuis 2024 : Clémentine Varvier[14]

Directeur technique
- Depuis 2018 : Jérôme Gardon

Directeur de l'arbitrage
- Depuis 2019 : Laurent Delorme[15]

## Les clubs de la ligue au niveau national

### Meilleurs clubs de la Ligue par saison
Le meilleur club de la ligue est le club qui arrive le plus loin en phases finales dans la compétition nationale de plus haut échelon. En cas d'égalité (même compétition et même résultat en phases finales), le meilleur club est celui qui a marqué le plus de points au cours de la saison régulière.
Clubs masculins
Clubs féminins
La couleur de l'axe indique la division dans laquelle évolue le club :
- 1re division.
- 2e division.
- 3e division.
- 4e division.
- Divisions inférieures.

### Clubs masculins évoluant dans les divisions nationales
| \| Légende · Top 14 · Pro D2 · Nationale · Nationale 2 · Fédérale 1 · Fédérale 2 ASM Clermont · Auvergne Lyon OU Stade aurillacois FC Grenoble US Oyonnax Valence Romans DR US bressane CS Bourgoin-Jallieu SO Chambéry RC Aubenas Servette RC FCS Rumilly Stade métropolitain CS Vienne CS Annonay US Issoire US Montmélian US Nantua-Port SC Royannais CS Villefranche-sur-Saône RC Tricastin US Annecy RC Arpajon Veinazès RC Andrézieux-Bouthéon RC Clermont Cournon US Meyzieu CO Le Puy RC Rillieux RC Riom Bièvre Saint-Geoirs RC RC saint-jeannais Saint-Priest rugby RC Vallons-de-la-Tour XV de la Dombes US Vinay SO Voiron \| Clubs évoluant dans des divisions nationales en 2024-2025. |
| Légende · Top 14 · Pro D2 · Nationale · Nationale 2 · Fédérale 1 · Fédérale 2 ASM Clermont · Auvergne Lyon OU Stade aurillacois FC Grenoble US Oyonnax Valence Romans DR US bressane CS Bourgoin-Jallieu SO Chambéry RC Aubenas Servette RC FCS Rumilly Stade métropolitain CS Vienne CS Annonay US Issoire US Montmélian US Nantua-Port SC Royannais CS Villefranche-sur-Saône RC Tricastin US Annecy RC Arpajon Veinazès RC Andrézieux-Bouthéon RC Clermont Cournon US Meyzieu CO Le Puy RC Rillieux RC Riom Bièvre Saint-Geoirs RC RC saint-jeannais Saint-Priest rugby RC Vallons-de-la-Tour XV de la Dombes US Vinay SO Voiron                                                                  |

### Clubs féminins évoluant dans les divisions nationales
| \| Légende · Elite 1 · Elite 2 · Fédérale 1 ASM Romagnat FC Grenoble Lyon OU Clermont La Plaine CS Bourgoin-Jallieu RAS Bron / REEL XV Les Phenix - AS Grane-VRDR Grenoble Université Club Pays de Savoie \| Clubs féminins évoluant dans des divisions nationales en 2024-2025. |
| Légende · Elite 1 · Elite 2 · Fédérale 1 ASM Romagnat FC Grenoble Lyon OU Clermont La Plaine CS Bourgoin-Jallieu RAS Bron / REEL XV Les Phenix - AS Grane-VRDR Grenoble Université Club Pays de Savoie                                                                           |

## Palmarès international des clubs régionaux
- ASM Clermont Auvergne
  - Vainqueur du Challenge européen (1) : 2019

- Lyon olympique universitaire rugby
  - Vainqueur du Challenge européen (1) : 2022

## Palmarès national des clubs régionaux

### Compétitions masculines
- Oyonnax rugby
  - Champion de France de Pro D2 (1) : 2023
- Union sportive bressane
  - Champion de France de Nationale (1) : 2021
- Valence Romans Drôme Rugby
  - Champion de France de Nationale (1) : 2023
- Servette Rugby Club
  - Champion de France de Fédérale 1 (1) : 2024
- US Issoire
  - Champion de France de Fédérale 2 (1) : 2019
- US Montmélian
  - Champion de France de Fédérale 2 (1) : 2024

### Compétitions féminines
- ASM Romagnat rugby féminin
  - Champion de France (1) : 2021
- Lyon olympique universitaire rugby
  - Champion de France d'Élite 2 (1) : 2019
- FC Grenoble
  - Champion de France de Fédérale 2 (1) : 2019
- AS Granoise
  - Champion de France de Fédérale 2 (1) : 2022
- CS Bourgoin-Jallieu
  - Champion de France de Fédérale 2 (1) : 2023

## Palmarès des compétitions régionales

### Anciens formats
| Saison    | Honneur                                                    | Promotion d'Honneur                                        | 1re série                                                  | 2e série                                                   | 3e série                                                   | 4e série                                                   |
| --------- | ---------------------------------------------------------- | ---------------------------------------------------------- | ---------------------------------------------------------- | ---------------------------------------------------------- | ---------------------------------------------------------- | ---------------------------------------------------------- |
| 2018-2019 | Servette RC de Genève                                      | Rugby entente Est Lyonnais XV                              | AS romagnatoise                                            | RC chabeuillois                                            | RC montmeyrannais                                          | Saint-Vallier sportif                                      |
| 2019-2020 | Championnats annulés en raison de la pandémie de Covid-19. | Championnats annulés en raison de la pandémie de Covid-19. | Championnats annulés en raison de la pandémie de Covid-19. | Championnats annulés en raison de la pandémie de Covid-19. | Championnats annulés en raison de la pandémie de Covid-19. | Championnats annulés en raison de la pandémie de Covid-19. |
| 2020-2021 | Championnats annulés en raison de la pandémie de Covid-19. | Championnats annulés en raison de la pandémie de Covid-19. | Championnats annulés en raison de la pandémie de Covid-19. | Championnats annulés en raison de la pandémie de Covid-19. | Championnats annulés en raison de la pandémie de Covid-19. | Championnats annulés en raison de la pandémie de Covid-19. |
| 2021-2022 | RC Seyssinois                                              | Entente Meximieux-Dagneux Plaine de l'Ain                  | AS Cours La Ville                                          | RC Cruassien                                               | CAM Rugby Maurienne                                        | JAH Heyrieux rugby                                         |

### Nouveau format (2022-)
| Année | Niveau      | Champion                 | Comité départemental | Score | Finaliste               | Comité départemental |
| ----- | ----------- | ------------------------ | -------------------- | ----- | ----------------------- | -------------------- |
| 2023  | Régionale 1 | RC Viriat                | Ain                  | 22-19 | Bassin de Crussol Rugby | Ardèche              |
| 2023  | Régionale 2 | Olympique St-Genis-Laval | Rhône                | 37-25 | RC Eyrieux              | Ardèche              |
| 2023  | Régionale 3 | US La Ravoire            | Savoie               | 29-20 | RC Saint Yorre Rugby    | Allier               |

| Club                                      | Titres régionaux |
| ----------------------------------------- | ---------------- |
| Servette Rugby Club de Genève             | 1                |
| Rugby Entente Est Lyonnais XV             | 1                |
| AS romagnatoise                           | 1                |
| RC chabeuillois                           | 1                |
| RC montmeyrannais                         | 1                |
| Saint-Vallier sportif                     | 1                |
| RC Seyssinois                             | 1                |
| Entente Meximieux-Dagneux Plaine de l'Ain | 1                |
| AS Cours La Ville                         | 1                |
| RC Cruassien                              | 1                |
| CAM Rugby Maurienne                       | 1                |
| JAH Heyrieux rugby                        | 1                |
| RC Viriat                                 | 1                |
| Olympique St-Genis-Laval                  | 1                |
| US La Ravoire                             | 1                |

| Club              | Titres régionaux |
| ----------------- | ---------------- |
| Drôme             | 3                |
| Isère             | 2                |
| Ain               | 2                |
| Rhône             | 2                |
| Savoie            | 2                |
| Ardèche           | 1                |
| Suisse            | 1                |
| Métropole de Lyon | 1                |
| Puy-de-Dôme       | 1                |